# Slag in de Baai van Liaoluo
De Slag in de Baai van Liaoluo  (Chinees: 料羅灣海戰; pinyin: Liàoluó Wān Hǎizhàn) was een zeeslag die op 22 oktober 1633 werd uitgevochten tussen de marine van de Ming-dynastie en de Vereenigde Oostindische Compagnie. De slag werd uitgevochten in de Baai van Liaoluo aan de zuidkust van het Chinese eiland Kinmen.

## Aanloop

### Chinees-Nederlandse samenwerking
In 1630 had de Nederlandse gouverneur van Nederlands-Formosa, Hans Putmans, gezamenlijk met Zheng Zhilong een campagne ondernomen om enkele Chinese piraten te verslaan die actief waren in de Straat van Taiwan. De gezamenlijke actie was succesvol en Putmans verkreeg onder meer enkele medailles. Tegelijkertijd hoopte hij met deze actie handelsafspraken te kunnen maken tussen de Chinezen en de Nederlanders, maar hij kreeg geen enkele belofte van de Chinese overheid ondanks de beloftes van Zhilong. Zhilong kwam vervolgens ook klem te zitten tussen zijn beloftes voor Putmans en de nieuwe Chinese gouverneur van Fujian die anti-Nederlands was.

### Nederlandse verrassingsaanval
Door de uitblijvende Chinese handel op Taiwan wilde Putmans wraak nemen en op die manier alsnog de vrije handel met China te kunnen afdwingen. Putnams nam een paar Chinese piratenleiders in dienst en in de zomer van 1633 voer hij met zijn vloot naar China uit. Reeds was Zheng Zhilong bij de haven van de stad Xiamen bij het eiland Gulangyu begonnen met de bouw van een grote vloot die naar Europees model werd gebouwd. Ieder schip had twee versterkte geschutsdekken en kon dertig tot zesendertig kanonnen meevoeren. Dit was een verviervoudiging van wat een gemiddelde Chinese jonk aan kanonnen kon mee voeren.
Putmans zeilde met zijn vloot naar Gulangyu en verdeelde vlak voor aankomst zijn vloot in twee delen om te voorkomen dat de vijandelijke vloot zou kunnen ontsnappen. De Chinezen gaven echter geen tegenstand. De Nederlandse schepen wisten ongehinderd de Chinese vloot te bereiken. De Chinezen sloegen geen alarm omdat ze dachten dat de Nederlanders met goede bedoelingen kwamen. Het vlaggenschip van Putmans opende het vuur en direct werd ook de bloedvlag gehesen. De jonken die benedenwinds lagen werden verbrand en degene die bovenwinds lagen werden in stukken gehakt. Afgezien van buskruit en munitie vonden de Nederlanders geen buit aan boord van de schepen. Wel werden er vijftig kanonnen meegenomen. Slechts drie grote jonken overleefde de aanval.
Zhilong reageerde geschokt op de aanval van de Nederlanders op zijn vloot en hij beloofde wraak op hen te nemen. Na de verrassingsaanval plunderde Putmans vele dorpen aan de Chinese kust en kaapte hij verscheidene schepen. Ook blokkeerde hij de kust om vrije handel af te dwingen. Hij wilde een handelspost vestigen op Gulangyu en een permanente ambassadeur kunnen installeren in Fuzhou. Samen met de gouverneur van Fujian verzamelde Zheng Zhilong een nieuwe vloot om de Nederlandse dreiging het hoofd te kunnen bieden. Uiteindelijk kreeg Putmans per brief een uitdaging van Zheng Zhilong om met hem slag te leveren:

Hoe kan men ooit een hond toestaan zijn kop neer te leggen op het kussen... van de keizer?... Als je een eerlijk gevecht wilt, kom het dan maar halen hier in Xiamen, waar de Groten van het Rijk kunnen toezien op onze overwinning op jullie.

## Slag
Putmans ankerde zijn vloot een paar mijl zeewaarts van Xiamen bij het eiland Jinmen. In de ochtend van 22 oktober kwam Zhilongs vloot in zicht en Putmans gaf het bevel om te blijven wachten. Zhilong was zich ervan bewust dat de Nederlanders voordeel hadden bij een reguliere schotenwisseling ten opzichte van zijn bij elkaar geraapte vloot. Daarom had hij zijn vloot toegerust met brandbommen en met name zijn grootste schepen zo uitgerust om Putmans te doen geloven dat hij een reguliere zeeslag zou gaan leveren. De list van Zhilong werkte en de jonken naderden snel de gecombineerde Nederlandse piratenvloot. Putmans liet zijn vloot op dezelfde plek liggen en liet vervolgens het vuur openen op de naderende schepen. Toen de jonken op de Nederlandse schepen bonkten werden ze direct in brand gestoken en een van de Nederlandse schepen ontplofte toen het vuur de munitieruimte had bereikt. Chinese soldaten enterden de andere schepen. Ze werden tot tweemaal toe teruggedreven, maar de derde keer overspoelden ze de dekken. Tientallen Nederlanders werden gevangen genomen.
Toen Putmans besefte dat het een complete brandersvloot betrof zette hij koers naar dieper water met de Chinese jonken op de hielen, maar met de hulp van de wind kon Putmans ontsnappen aan zijn achtervolgers. Slechts vijf van de negen Nederlandse schepen wisten te ontkomen aan de Chinese marine en terug te keren naar Taiwan.

## Nasleep
Zhilong had zes kanonnen buitgemaakt op de Nederlanders. De VOC maakte later melding dat het die dag 93 werknemers had verloren, waaronder kapitein Paets. De campagne van Putmans was uitgelopen op een ramp en dit werd door zijn meerderen dan ook zo betiteld. Ook Putmans zelf gaf toe dat het op een mislukking was uitgelopen. De Nederlandse vloot was zodanig verzwakt dat ze de komende twee seizoenen niet kon uitvaren. Zhilong wist er vervolgens voor te zorgen dat de gouverneur van Fujian, Zou Weilian, aan de kant werd geschoven. Hierdoor kan Zhilong alsnog de Nederlanders voorzien van de handelsprivileges die ze zo graag hadden willen krijgen. Taiwain bloeide in de periode die volgde dan ook op als kolonie.